# Freestyle ai IX Giochi asiatici invernali - Slopestyle femminile
La gara dello slopestyle femminile si è svolta l'11 febbraio 2025 al Yabuli Ski Resort di Harbin, in Cina.

## Risultati
| Pos | Atleta        | Run 1 | Run 2 | Run 3 | Totale |
| --- | ------------- | ----- | ----- | ----- | ------ |
| 1   | Liu Mengting  | 94.00 | DNI   | DNI   | 94.00  |
| 2   | Yang Ruyi     | 45.00 | 90.50 | DNI   | 90.50  |
| 3   | Han Linshan   | 87.00 | DNI   | DNI   | 87.00  |
| 4   | Kiho Sugawara | 75.50 | 81.75 | DNI   | 81.75  |
| 5   | Kanon Kondo   | 70.00 | 72.00 | DNI   | 72.00  |
| 6   | Amihan Rabe   | 56.50 | DNI   | DNI   | 56.50  |